# Haida
Haida su indijanski narod ili grupa plemena američkih Indijanaca porodice Skittagetan, nastanjenih na Otočju Kraljice Šarlote (Queen Charlotte Islands) u kanadskoj provinciji Britanska Kolumbija, i susjednom dijelu Aljaske, gdje su poznati kao Kaigani, a nastanili su se invazijom, vjerojatno u ranom 18 stoljeću. Jezici Haida čine posebnu grupu jezika koja je dio phyluma Na-Déné, čime ih se dovodi u vezu s govornicima Athapaskans, Koluschan i Eyak. –Rana Haida-populacija iznosila je 9.800 (1700. godine), dok ih danas ima 1.300 u Britanskoj Kolumbiji (NAHDB) i 300 u Aljaski. Današnja su im tri naselja Skidegate, Masset i Hydaburg. 

## Ime
Ime Haida dolazi iz domorodačke riječi Hādē ili Hā'dē u značenju  'ljudi' . 

## Sela
| - Aiodjus, na zapadu Masset Inleta. - Atana, na House ili Atana Island pred istočnom obalom Moresby Islanda. - Atanus, sjeveroistolna obala Hippa Islanda. - Chaahl, istočna obala North Islanda. - Chatchini, blizu Kasaana, Prince of Wales Island. - Chets, na otoku kod ušća Tsooskahlia, Masset Inlet. - Chuga, blizu Houston Stewart Channela. - Chukeu, jugozapadna obala Moresby Islanda. - Dadjingits, sjeverna obala Bearskin Baya, Skidegate Inlet. - Dahua, sjeverno od Lawn Hill na ušću Skidegate Inleta. - Daiyu, na Shingle Bay, istočno od Welcome Pointa, Moresby Island. - Djigogiga, legendarni grad na Copper Bayu, Moresby Island. - Djigua, legendarni grad na Cumshewa Inletu. - Djihuagits, južno od Rose Spita, Graham Island. - Edjao, oko Edjao Hilla na istočnoj strani sela Masset Village. - Gachigundae, sjeveroistočna obala Alliford Baya, Moresby Island. - Gado, dva grada: - (1) tradicionalno, na južnoj strani De la Beche Inleta, Moresby Island; - (2), na istočnoj strani Lyell Islanda. - Gaedi, sjeveroistočno od Houston Inleta. - Gaesigusket, Murchison Island nasuprot Hot Springs Islanda. - Gaiagunkun, legendaran, kod Hot Springs Islanda. - Gaodjaos, južna obala Lina Islanda, Bearskin Bay. - Gasins, sjeverozapadna obala Lina Islanda, Bearskin Bay. - Gatgainans, Hippa Island. - Gitinkalana, sjeverna obala Masset Inleta. - Guhlga, legendaran, sjeverna obala Skidegate Inleta jednu milju od Skidgate Village. - Gulhlgildjing, južna obala Alliford Baya, Moresby Island. - Gwaeskun, na Gwaeskunu, najsjevernija točka Queen Charlotte Islands. - Hagi, na ili blizu največeg od Bolkus Islandsa. - Heudao, istočna strana Gull Point, Prevost Island. | - Hlagi, na Houston Stewart Channel. - Hlakeguns, Yagun River na Masset Inletu. - Hlgadun, Moresby Island. - Hlgaedlin, južna strana Tanoo Islanda. - Hlgahet, blizu Skidegate. - Hlgai, na Skedans Bay. - Hlgaiha, sjeverno od Dead Tree Point, Skidegate Inlet. - Hlgaiu, južno od Dead Tree Point, Skidegate Inlet. - Hlgihla-ala, sjeverno od Cape Balla, istočna obala Graham Island. - Hlkia, Lyell Island. - Hluln, Naden Harbor. - Hotao, legendaran, jugozapadna obala Maude Islanda. - Hotdjohoas, Lyell Island kod Darwin Sounda. - Hoyagundla, južno od Cape Fife. - Huados, blizu Hlgihla-ala, sjeverno od Cape Balla. - Kadadjans, na sjeverozapadu Anthony Islanda. - Kadusgo, Louise Island. - Kae, na Skotsgai Bay blizu Skidegate. - Kaidju, na Hewlett Bayu, istočna obala Moresby Islanda. - Kaidjudal, Moresby Island nasuprot Hot Springs Islanda. - Kaigani, na jugoistoku Dall Islanda, Alaska. - Kasta, legendaran, Copper Bay, Moresby Island. - Katana, na Louise Island. - Kesa, zapadna obala Graham Islanda. - Ket, na Burnaby Strait, Moresby Island. - Kil, na Shingle Bay, Skidegate Inlet. - Koagoagit, sjeverna obala Bearskin Baya. - Koga, na McKay Harbor, Cumshewa Inlet. - Kogalskun, na Masset Inlet. - Kostunhana, nešto istočnoje od Skidegate. - Kundji, 2 grada: - (1) legendaran, južna obala Copper Baya, Moresby Island; - (2), na zapadu Prevost Islanda. | - Kungga, južna obala Dog Islanda. - Kungielung, Masset Inlet. - Kunhalas, Cumshewa Inlet. - Kunkia, sjeverna obala North Islanda. - Kuulana, Naden Harbor. - Lanadagunga, južno od Tangle Cove, Moresby Island. - Lanagahlkehoda, na otočiću nasuprot Kaisuna, Moresby Island. - Lanahawa, 2 grada: - (1) zapadna obala Graham Island nasuprot Hippa Islanda; - (2) zapadna obala Burnaby Islanda južno od Keta. - Lanahilduns, jugozapad Rennell Sounda, Graham Island. - Lanaslnagai, 3 grada: - (1) na istočnoj obali Graham Island južno od Cape Ball, - (2) na zapadnoj strani Masset Inleta; - (3)na Yagun River. - Lanaungsuls, Masset Inlet. - Nagus, jugozapadna obala Moresby Island. - Sahldungkun, na zapadnoj strani Yagun Rivera, na ušću. - Sakaedigialas, na ili blizu Kuper Islanda. - SGang Gwaay, na malom otoku odmah zapadno od Haida Gwaii otoka; UNESCO-ova svjetska baština. - Sgilgi, jugozapadna obala Moresby Islanda. - Sindaskun. - Sindatahls, blizu Tsoo-skahli, Masset Inlet. - Singa, sjeverna strana Tasoo Harbora, zapadna obala Moresby Island. - Skae, na jugu Queen Charlotte Islandsa. - Skaito, zuapadna obala Moresby Islanda blizu Gold Harbora. - Skaos, Naden Harbor. - Skena, legendaran, južno od Sand Spit Pointa, Moresby Island. - Skudus, sjeverni Lyell Island. - Stlindagwai, Moresby Island. - Stunhlai, sjeverozapadna obala Moresby Islanda. - Sulustins, istočna obala Hippa Islanda. - Ta, istočna obala North Islanda. - Te, zapadna obala Graham Islanda nasuprot Frederick Islanda. | - Tlgunghung, sjeverni Lyell Island. - Tlhingus, Louise Island. - Tohlka, sjeverna obala Graham Island zapadno od Masset Inlet. - Widja, sjeverna obala Graham Island zapadno od Masset Inlet. - Yagun, sjeverna obala Graham Islanda. - Yaogus, jugozapad Louise Islanda. - Yastling, Naden Harbor, Graham Island. - Yatza, sjeverna obala Graham Islanda između North Islanda i Virago Sounda. - Youahnoe, Kaigani 'grad', možda identičan s Kaigani. |

## Plemena i lokalne skupine
Lokalne grupe Haida, prema Swantonu, bile su: 
- Chaahl, na sjeverozapadnoj obali Moresby Islanda.
- Cumshewa, na sjeveru Cumshewa Inleta, Moresby Island.
- Dadens, južna obala North Islanda, Parry Passage.
- Gahlinskun, na istočnoj obali Graham Islanda, sjeverno od Cape Balla.
- Haena, onna istoku Maude Islanda, Skidegate Inlet.
- Hlielung, desna obala Hiellen Rivera, na njenom ušću, Graham Island.
- Howkan, Long Island, Alaska, kod Dall Islanda.
- Kaisun, sjeverozapadna obala Moresby Islanda.
- Kasaan,  Skowl Arm, rukavac Kasaan Baya, istočna obala Prince of Wales Islanda.
- Kayung, istočna strana Masset Inleta kod Masseta.
- Kiusta, sjeverozapadna obala Graham Island, nasuprot North Islanda.
- Klinkwan, Cordova Bay, Prince of Wales Island, Alaska.
- Kloo, na istočnom kraju Tanoo Islanda.
- Kung, ušće Naden Harbora, Graham Island.
- Kweundlas, zapadna obala Long Islanda, Alaska.
- Masset, istočna obala Masset Inleta.
- Naikun, Rose Spit ili Nekoon, sjevewroistok Graham Islanda.
- Ninstints, Anthony Island na južnom kraju od Moresby Islanda.
- Skedans, Louise Island.
- Skidegate, sjeverna obala Skidegate Inleta.
- Sukkwan, Cordova Bay, Alaska.
- Tiun ili Tigun, obala Graham Island južno od Point Lewisa.
- Yaku, sjeverozapadna obala Graham Island nasuprot North Islanda.
- Yan, zapadna obala Masset Inleta blizu ušća.

## Kultura
Haide su eksperti u ribarstvu i priobalnom pomorstvu koji žive pretežno od mora i morskih plodova, ovdje treba dodati i kitolov i druge morske sisare, sakupljanje školjkaša i raznih mekušaca, a osobit značaj ima riba velika ploča, poznata kao halibut i crni bakalar (Epinephelus daemelii), koji priada porodici Serranidae. Od značaja su i slatkovodne ribe, uključujućži ovdje posebno lososa. Bogatstvo u crvenom cedru omogućilo im je da razviju umjetnost izrade dugout-kanua, više-obiteljskih drvenih kuća, totemsku umjetnost (totemski stupovi), portalne stupove, rezbarene kutije i drugo. Kultura Haida poznaje davanje potlača (potlatch), koje poglavice daje gostima suprotnih polutki, a poznati su i veliki među-plemenski potlači. Zbog osvete, pljački i robova često se išlo u ratove protiv neprijateljskih plemena.
Prema mitu, u početku je Orao bio gospodar nad svom vodom na svijetu, i čuvao je u hermetički zatvorenoj košari. Gavran je onaj koji je ukrao košaru s vodom, i koja mu se rasula dok je nadlijetao otoke. Od vode koja se prosula iz košare, nastala su sva jezera i rijeke.  Njih su kasnije naselili lososi, koji ljudima čine glavnu hranu. 
 Organizacija -Klan i polovica 
Cijela haidska porodica podijeljena je na dvije egzogamne polovice, to su Hoya (Gavran; Raven) u 22 lineage i Got  (Orao; Eagle), u 23 i svaka lineage je unutar sebe razdijeljena na klanove, koji teoretski vuku porijeklo od nekog ženskog pretka. Swanton piše "in olden times each town was inhabited by one family only,..." 'u starija vremena grad je naseljavala jedna obitelj,...' ali u povijesna vremena sva sela su bila zastupljena od pripadnika više 'lineaga' (kaže Dr. George F. MacDonald) i većina njih su pripadnici obje polovice 'moieties'.  Ženidba se odvijala između pripadnika polovica Hoya i Got, odnosno Gavrana i Orla, a djeca su pripala majčinoj polovici.

## Povijest
Haide svoju zemlju Queen Charlotte Islands nazivaju Haida Gwaii, a nalazi se pred sjevernom obalom Britanske Kolumbije, blizu njezine granice s Aljaskom. Južni otoci su planinski a dominira Moresby. Najveći sjeverni otok je Graham Island, gdje oni danas pretežito i žive. 
Arheološki ostaci u raznim dijelovima zemlje Haida Gwaii pokazuju njihovu prisutnost unatrag 5,000 godina. Lov, ribolov i osobito bogatstvo školjkaša činili su osnovu prehrane ovih ljudi. Prirodna bogatstva omogućavala su da izgrade stalna naselja i posvete se mnogim seoskim aktivnostima, pa i umjetnosti kao što je (drvorezbarstvo) i raznim ceremonijama.
Prvi bijelac koji susreće Haide bio je 1774. Španjolac Ensign Juan Perez na svojoj korveti Santiago. Već 1775. posjećuju ih Bodega i Maurelle, a nakon njih i La Perouse, tek 1786. pojavom Dixon 1787 započinje trgovima krznom. Sve češći kontakti koje su imali s brojnim trgovcima i istraživačima čija imena nisu ostala sačuvana dovelo je i do pojave boginja 1824. i 1862. godine.

## Vanjske poveznice
- The Haida tribe  Arhivirana inačica izvorne stranice od 2. rujna 2006. (Wayback Machine)
- Haida Indian Tribe History
- Haida  Arhivirana inačica izvorne stranice od 29. rujna 2007. (Wayback Machine)
- The Struggle for Haida Gwaii  Arhivirana inačica izvorne stranice od 7. listopada 2006. (Wayback Machine)
- The Haida Homeland  Arhivirana inačica izvorne stranice od 2. listopada 2006. (Wayback Machine)
- Haida Indijanci -Indeks